# Polyscias fraxinifolia
Polyscias fraxinifolia är en araliaväxtart som först beskrevs av Baker, och fick sitt nu gällande namn av René Viguier. Polyscias fraxinifolia ingår i släktet Polyscias och familjen Araliaceae.

## Underarter
Arten delas in i följande underarter:
- P. f. crassa
- P. f. fraxinifolia